# Doboszczówka
Doboszczówka (ukr. Добощівка; inne formy nazwy polskiej: Doboszówka, Dobosiewiczówka) – wieś na Ukrainie, na terenie obwodu lwowskiego, w rejonie jaworowskim (do 2020 roku w rejonie mościskim).